# Губка Боб Квадратні Штани (фільм)
«Губка Боб Квадратні Штани», також відомий, як Губка Боб Квадратні Штани і корона Нептуна, Боб Губко Прямокутні Штани (англ. The SpongeBob SquarePants Movie) — повнометражний мультиплікаційний фільм режисера Стівена Гілленбурга, вийшов в 19 листопада 2004 році. Продовження однойменного серіалу «Губка Боб Квадратні Штани». У фільмі поєднуються мультиплікаційні та ігрові зйомки. Присвячений пам'яті мультиплікатора Джулса Енджела (1909—2003). Також цей фільм повинен був стати кінцем всього Губки, але він продовжив своє мовлення. 6 лютого 2015 року вийшла друга частина — Губка Боб: Життя на суші, а 5 листопада 2020 вийшла третя частина.

## Оригінальне озвучування
- Том Кенні ― Губка Боб Квадратні Штани (Губка Боб Прямокутні Штани[5]), Гері Равлик
- Кленсі Браун ― Юджин Крабс
- Роджер Бумпас ― Сквідвард Щупаленко (Сквідвард Щупальце[5])
- Білл Фегербаккі ― Патрік Зірко
- Дуг Лоуренс ― Шелдон Планктон
- Джил Теллі ― Карен Планктон
- Керолін Лоуренс ― Сенді Чікс
- Мері Джо Кетлет ― Пані Пафф
- Лорі Алан ― Перл Крабс
- Джефрі Тембор ― Король Нептун
- Скарлетт Йоганссон ― Принцеса Мінді
- Алек Болдвін ― Деніс
- Девід Гасселькофф

## Українське закадрове озвучення

### Двоголосе закадрове озвучення телеканалу«Новий канал»
- Ролі озвучували: Дмитро Терещук і Катерина Брайковська

### Багатоголосе закадрове озвучення студії«Так Треба Продакшн»
- Сергій Ладєсов — Губка Боб Квадратні Штани, Гері Равлик
- Володимир Терещук — Патрік Зірко, Юджин Крабс, Король Нептун
- Анатолій Пашнін — Сквідвард Щупаленко, Планктон, Девід Гасселькофф, Деніс
- Валентина Сова — Сенді Чікс, Карен Планктон, Перл Крабс, Пані Пафф, Принцеса Мінді

## Сюжет
Знайшовши хитромудрий план Z для отримання формули крабсбургера, Планктон краде корону Нептуна і звалює всю провину на містера Крабса. Губка Боб і Патрік відправляються з важливим завданням в Шелл Сіті, щоб повернути корону і врятувати життя містера Крабса.
Подорож друзів закине в найтемніші куточки океанського дна, такі як Піратська шхуна Тага куди не наважилася піти жодна риба, а також жахливу, наповнену монстрами Западину!
Тим часом в Бікіні Боттомі, Планктон втілює свій зловісний «План Z», і нарешті дізнається секретний рецепт крабсбургера і перетворює всіх мешканців на зомбі.